# San Vicente, Aguascalientes
San Vicente är en ort i Mexiko.   Den ligger i kommunen Asientos och delstaten Aguascalientes, i den centrala delen av landet, 400 km nordväst om huvudstaden Mexico City. San Vicente ligger 1 973 meter över havet och antalet invånare är 362.
Terrängen runt San Vicente är huvudsakligen en högslätt. San Vicente ligger nere i en dal. Runt San Vicente är det ganska glesbefolkat, med 47 invånare per kvadratkilometer. Närmaste större samhälle är Villa Juárez, 5,3 km norr om San Vicente. Trakten runt San Vicente består till största delen av jordbruksmark.